# ファイル偽装
ファイル偽装（ふぁいるぎそう、File Camouflage または File Deception）とは、既に何らかのデータが保存されているファイルの中に、別のデータを挿入する情報秘匿技法のことである。
多くのファイル形式には「規格外」、或いは「どのようなデータでも良い」部分があり、冗長な部分になっている（本来のデータの参照に影響を及ぼさない）。例えば、JPEG、MP3、Microsoft Wordファイルなどの末尾には、どのようなデータが付加されていてもファイルの規格を損なわない。しかも付加されている事実は普通見逃される。しかしながら、偽装ファイルは、本来予想されるファイルサイズに比べて異常に大きくなり、専門家には怪しまれやすい。
偽装するためのプログラムや、秘匿されたデータを取り出すプログラムは特別に作成されるものであり、通常暗号化を伴い暗号鍵と共に使用される。ただし暗号化は必ずしも必須ではなく、Warez等の用途に使われる場合は暗号化されないことも多い。ファイル偽装もステガノグラフィの一種であるとする考え方もあるが、偽装部分を除去することが比較的容易であるし、情報秘匿技術としては安全性が低く、正当なステガノグラフィとは言えない。